# Lumpensammler

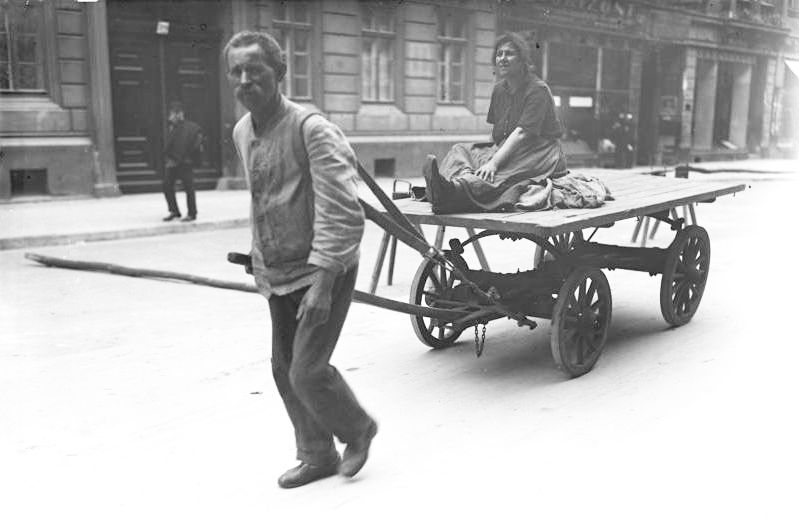
Ein Lumpensammler und seine Frau auf dem Weg zur Arbeit (Berlin, 1920er Jahre)

Lumpensammler beschäftigten sich in der Vergangenheit mit dem Sammeln und Verwerten nicht mehr getragener Textilien und anderer, ansonsten als Abfall angesehener Produkte. Spätestens mit dem modernen Recycling der Altkleidung und dem Aufstellen von Sammelcontainern ist der Erwerbszweig weitgehend bedeutungslos geworden.

## Geschichte

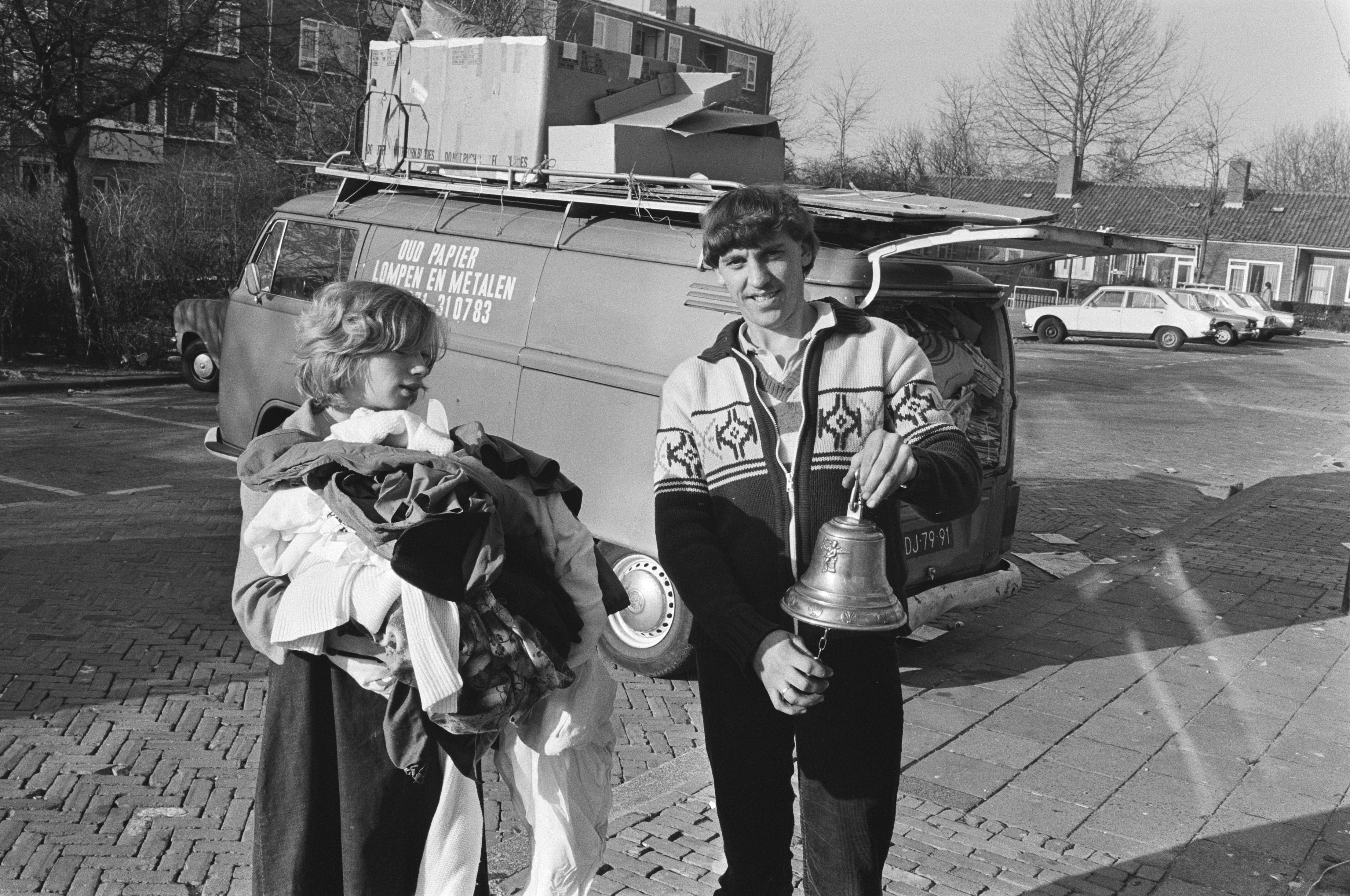
„Altes Papier, Lumpen und Metall“ – niederländischer Lumpensammler mit Lieferwagen und Ausruferglocke (1982)

Mit der Industrialisierung verloren Lumpen für die Papierherstellung (Hadern) durch den Übergang auf andere Ausgangsstoffe ihre Rolle, während die Wiederverwertung von Altstoffen aus Metall erheblich an Bedeutung zunahm. Dort, wo Menschen von der Altstoffverwertung lebten, wechselten sie den Schwerpunkt des Sammelns und ihrer Tätigkeit überhaupt. In der Fortführung traditioneller Erwerbsweisen leben bis ins 21. Jahrhundert zahlreiche Roma sowie Jenische, wie sie sagen, vom „Schrotteln“.
Der Lumpen- oder der Knochenhändler der frühen Neuzeit entsorgte die vor allem bei der ländlichen Bevölkerung sich ansammelnden, von ihr nicht weiter verwertbaren Reststoffe und gab dafür billige Haushaltsgegenstände (Irdengeschirr, Kurzwaren). In der Papier- oder Knochenmühle erhielt er für sein Sammelgut Geld, mit dem er die bei den Herstellern seines Tauschguts auf Kommission gekaufte Ware bezahlte: eine Kreislauf- und zugleich Nischenökonomie, die den gesellschaftlich und ökonomisch Marginalisierten eine Existenzmöglichkeit bot. Sie zwang zur Dauermigration, denn war ein Dorf abgelaufen, hatte die Nachfrage sich erschöpft, musste der nächste Ort angesteuert werden.
Der Lumpensammler befand sich wohl in allen Kulturen auf der unteren Stufe der gesellschaftlichen Anerkennung. Die soziale Marginalisierung der Altstoffsammler, die bis heute fortexistiert, spiegelt sich in dem Schimpfwort Haderlump, abgeleitet von Hadern für Lumpen. Insbesondere die leinenen Stoffreste waren gefragtes Sekundärmaterial für die Herstellung hochwertiger Papiere (Hadernpapier). Die Risiken dieser Tätigkeit spiegeln sich in der Bezeichnung Haderkrankheit für den Milzbrand. Die Erkrankung ging auf den ständigen und engen Kontakt mit infizierten Lumpen zurück.

### Preußen
Offensichtlich unterlagen die Lumpensammler in Mitteleuropa überall erheblichen Beschränkungen. In Preußen besagte 1846 eine der sie betreffenden, allerdings geringsten Anordnungen, dass es ihnen nicht gestattet war, „unter ihrem Nadelkram auch Schwefelhölzchen zu führen“. Als Begründung wurde angegeben, dass die Lumpenhändler es häufig mit unerfahrenen Personen zu tun hätten, namentlich mit Kindern, und dadurch leicht Unglücksfälle herbeigeführt werden könnten.
Zu den von den Lumpensammler nebenbei erlaubt mitgeführten, eventuell mit einem geringeren Steuersatz belegten „kleinen Kramwaren“ gehörten: Steck-, Näh- und Stricknadeln, Haken und Ösen, Fingerhüte, einfache Knöpfe aus Metall oder aus Haaren, Holz und Knochen, einfache Scheren und Taschenmesser, Nadelbüchsen, einfache Pfeifenrohre und dergleichen Pfeifenköpfe aus Holz und Porzellan, Zwirn, Schnürbänder, gewöhnliches Band aus Wolle und Leinen, wollenes und leinenes Strickgarn.

### Fürstentum Osnabrück

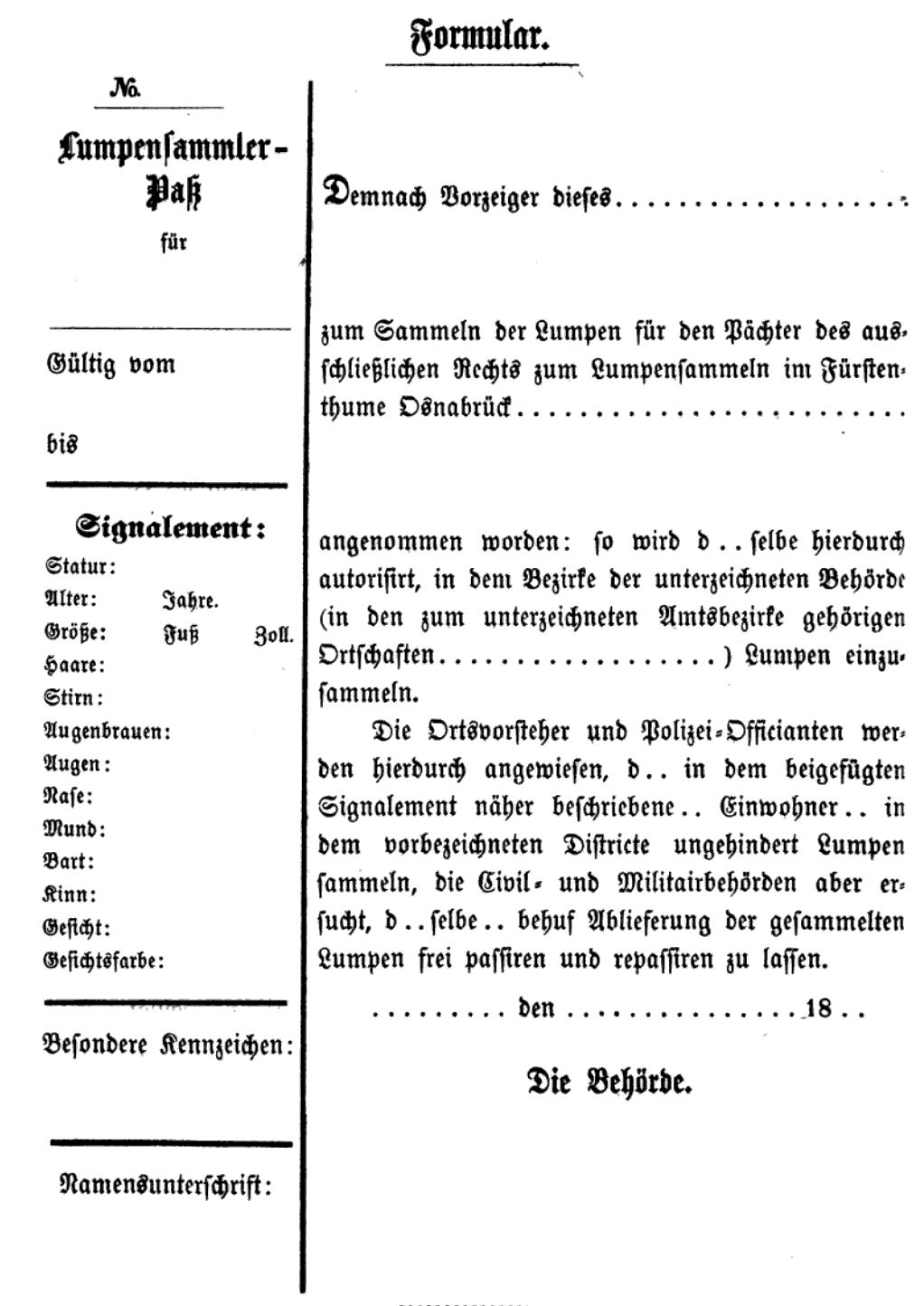
Lumpensammler-Pass, Fürstentum Osnabrück, 1858

Im Fürstentum Osnabrück benötigten die Altkleidersammler zur „behördlichen Beaufsichtigung“ einen „Lumpenpass“, anstelle der 1816 und 1830 „erlassenen Vorschriften wegen des ausschließlichen Rechts zum Lumpensammeln und der Legitmation der Lumpensammler“. Die Ausführungsbestimmungen besagten:
1. Zum Lumpensammeln innerhalb des Fürstenthums Osnabrück sind nur diejenigen Personen befugt, welche von einer Obrigkeit des hiesigen Verwaltungsbezirks, und zwar von derjenigen ihres Wohnorts mit einem Lumpensammler-Passe versehen sind.
2. Dieser Lumpensammler-Paß ist nur solchen unbescholtenen und unverdächtigen Personen, und zwar gebührenfrei zu ertheilen, welche durch eine gehörig beglaubigte Bescheinigung nachweisen, daß sie zum Lumpensammeln von einem der Pächter des ausschließlichen Rechts zum Lumpensammeln im Fürsthenthume Osnabrück angenommen sind. […] Insbesondere sind Dienstboten und Gehülfen, sowie sonstige unselbständige Personen mit Lumpensammler-Pässen nicht zu versehen.
3. Der Lumpensammler-Paß verleiht die Befugniß zum Lumpensammeln in anderen Bezirken als demjenigen der ausstellenden Obrigkeit erst dann, wenn derselbe von der betreffenden Bezirks-Obrigkeit visirt und auf ihren Bezirk ausgedehnt ist.
4. Bei der Ausstellung sowohl als bei der Ausdehnung der Lumpensammler-Pässe ist das örtliche Bedürfniß zu berücksichtigen.
5. Es soll kein Lumpensammler für mehrere Pächter des ausschließlichen Rechts zum Lumpensammeln im Fürstenthume Osnabrück zugelassen werden.
6. Die Lumpensammler-Pässe sind nach dem angeschlossenen Formulare auszustellen. Die Zeit, auf welche sie ertheilt werden, ist genau zu bestimmen und darf nicht über ein Jahr sich erstrecken. Über die Zahl der ertheilten Lumpensammler-Pässe ist ein Register zu führen. Die abgelaufenen Lumpensammler-Pässe sind durch die ausstellende Obrigkeit bei etwaiger Erneuerung einzuziehen und zu sammeln.
7. Die Lumpensammler haben bei Vermeidung gesetzlicher Strafe zum Tausche gegen Lumpen keine andere als die in § 249 der Gewerbeordnung genannten Waaren mit sich zu führen.
8. Wenn ein Lumpensammler Gesetz- oder Ordnungswidrigkeiten begeht, die es nach Ermessen der Obrigkeit nicht als rathsam erscheinen lassen, ihm das Lumpensammeln ferner zu gestatten, so steht es der Obrigkeit frei, ihm den Lumpensammler-Paß abzunehmen beziehungsweise an die ausstellende Obrigkeit einzusenden.
9. Jeder mit einem Lumpensammler-Paß nicht versehene Sammler oder Aufkäufer von Lumpen, so wie jeder, der unberechtigter Weise ein Lager von Lumpen hält, soll mit der Confiscation der Lumpen und außerdem mit einer Geldstrafe von einem Groschen und drei Pfennigen für jedes Pfund, und wenn er letztere nicht zu erlegen imstande ist, mit einer angemessenen Gefängnisstrafe belegt werden. Auch ist jeder umherziehende Lumpensammler, welcher ohne einen Lumpensammler-Paß betroffen werden sollte, den bestehenden Gesetzen gemäß zu Untersuchung zu ziehen.

### Paris

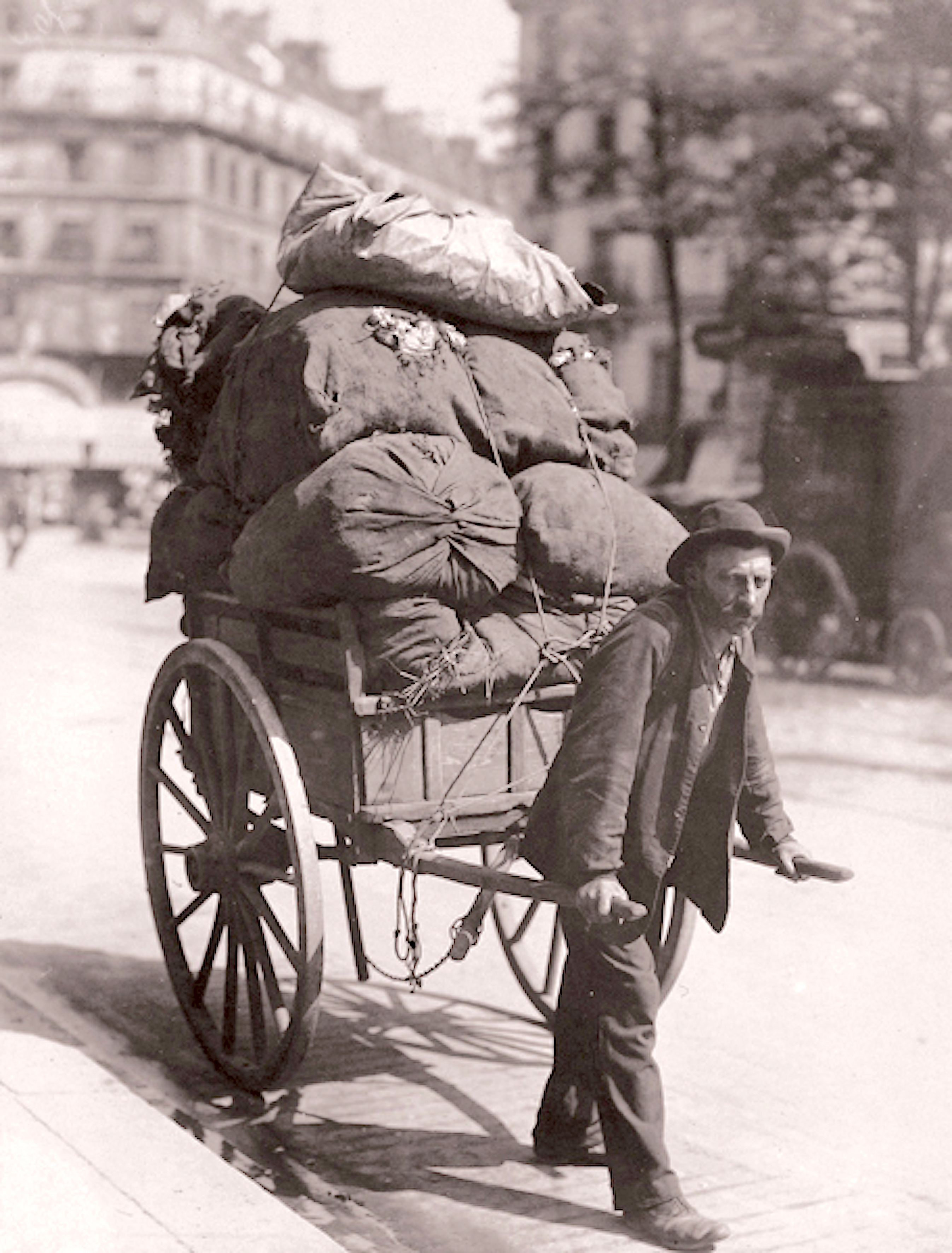
Lumpensammler frühmorgens auf der Avenue des Gobelins in Paris (1899)

Eine Abhandlung über die Pariser Lumpenhandler aus dem Jahr 1884 besagte, die „ehrsame Zunft der Lumpensammler“ sei über Nacht zu einer sozialen und politischen Größe geworden. Die Aufmerksamkeit auf diesen Berufsstand war durch eine Verordnung des Präfekten Proubelle verursacht worden, die unter anderem für jedes Haus eine genaue Größe der Kehrichtkästen vorsah, die zu bestimmten Zeiten vor die Haustür zu stellen waren, die gröberen Abfälle waren vorher von dem Rest abzusondern. Da die Lumpensammler, mit einer kleinen Blendlaterne ausgerüstet, abends um zehn oder elf Uhr ihren Rundgang antraten und noch einmal morgens um fünf oder sechs Uhr, hieß es nachvollziehbar, dadurch würde „das Geschäft der Lumpensammler unmöglich geworden sein und deshalb erhitzen sich diese und ganz Paris mit ihnen und für sie“.
Um ihr Handwerk ständig ausüben zu dürfen, mussten die Lumpensammler eine Genehmigung bei der Polizei einholen, von der sie eine Lumpensammler-Medaille bekamen, von denen es zu der Zeit etwa 6000 Stück ausgegeben waren. Die Wohnungen der Lumpensammler entsprachen ihren ärmlichen Verhältnissen. Meist waren es Hütten aus Brettern, Reisig, Schutt und Rohr, die sie selbst auf Grundstücken abgelegener Stadtteile errichtet hatten, wofür sie eine kleine Miete zahlten. Es gab kleine Siedlungen in der Art, zum Beispiel die Cite Maupy in Montmartre, ein großes Grundstück mit 420 solcher Hütten, die sich um einen freien Platz scharten. Darauf hielten sie ihre erste Versammlung ab, um sich gegen neue, ihr Einkommen gefährdende Bestimmungen zu wehren.
Wie wohl zumeist auch andernorts sammelten die Pariser Lumpensammler keineswegs nur abgelegte Textilien. Die Hauptausbeute war Papier. Die Auflistung zeigt, dass zu der Zeit das Recyling erheblich umfassender war als in neuester Zeit. Fast alles wurde verwertet, sofern es die Lumpensammler zu fassen bekamen.

„Caron, altes schmutziges Papier, wird zu 8 Frans die 100 Kilo verkauft; Fetzen von Packtuch und alten Säcken bringen ebenfalls 8 Francs; farbige Lumpen und Baumwollzeug 18 Francs; grobe und schmutzige Leinwand 20; saubere grobe Leinwand 26; meist aus Baumwolle bestehende Lumpen 34; saubere Leinwandlappen 44; wollene Lappen 60: gewöhnliche Knochen, die nur zu Dünger und dergleichen verwerthbar sind, 10; runde, größere Knochen, aus denen Knöpfe u. s. w. angefertigt werden können, 20; weißes Glas 5; Fetzen von Tuch und Socken 8; Fetzen von Wollenzeugen, welche von Kleidermacherinnen weggeworfen werden, 140; alte Blechbüchsen (von Sardinen, Eingemachtem) 4; Kleineisen, Kupfer, Zink und Metall 80; Leder, altes Schuhwerk 6; Bindfaden 22; Kapseln (von Flaschen), Blei 25; Kautschuk und Spielzeug 50 Fr. u. s. w. […] Für Menschenhaare erhält der Lumpensammler 6 Frcs. die 100 Kilo; Brotkrusten, welche zur Nahrung der Thiere verwandt werden, 10 Frcs.; Hasenfelle gelten 20 bis 40 Centimes das Stück, Kaninchenfelle etwas weniger. Außerdem bringen auch noch Fett, Talg, reste von Kerzen ein ziemliches Geld, so daß ein geübter Lumpensammler täglich in seinem Tragkorb oder Kiepe 60 bis 65 Kilo Waaren aufbringe und schreiben ihm daher frischweg eine Tageseinnahme von 7½ bis 8 Francs zu. Ja manche behaupten, ein gefüllter Tragkorb sei im Durchschnitt seine 10 Frcs. werth. Wenn dem so wäre, hätten die Pariser Arbeiter alle Ursache, die Lumpensammler zu beneiden, die ja niemals über arbeitslose Zeit zu klagen haben, dabei eigentlich nur fünf bis sechs Stunden täglich oder vielmehr nächtlich zu arbeiten pflegen. Die Wirklichkeit ist weniger verlockend. Der Tragkorb des Lumpensammlers füllt sich meist mit geringwerthigen „Waaren“ und bringt daher selten mehr als fünf oder sechs Francs, meist aber viel weniger ein. Gar viele Lumpensammler sind froh, es täglich auf drei Frans oder etwas darüber zu bringen.
Dies verhindert nun freilich nicht, daß man selbst als Lumpensammler es zu Wolstand und selbst Reichthum bringen kann. gewöhnlich liegt die ganze Familie dem Geschäfte ob. Sind denn die Kinder zahlreich und fleißig, so kommt freilich eine Tagesausbeute von 15 bis 20 Frans heraus und selbst darüber. Der erste Schritt zum Wohlstand ist dann, daß der Lumpensammler seine Waare nicht mehr täglich dem Händler verkauft, sondern sorgfältig ausliest und im Großen absetzt. Dann kauft er die Tagesausbeute anderer dazu und wird allmälig selbst zum Großhändler in Lumpen und Abfällen aller Art. Dies Geschäft ist ergiebig, wenn auch schmutzig und übelriechend. Es gibt 500 bis 700 dieser Händler in Paris, von denen jeder täglich etwa 60 Tragkörbe ankauft. Im Ganzen dürfte die Zahl der Personen, welche von Lumpensammeln und Handel leben, 30.000 nicht viel übersteigen, trotzdem die Blätter uns bis 100.000 vorrechnen. Hunderttausend, das wäre ja der zweiundzwanzigste Theil der Einwohnerschaft, was einfach nicht möglich ist, selbst wenn Paris die lumpigste Stadt der Welt wäre. Deshalb ist es ebenfalls übertrieben, den Werth der jährlich von der ehrsamen „Corporation“ gesammelten Waaren auf 35–40 Millionen anzusetzen. Die Hälfte dieser Summe dürfte die höchste zulässige Ziffer sein. Dies verhindert nun freilich nicht, daß mehrere Gewerbszweige auf diese Sammelwaaren angewiesen sind.“

Durch die Verordnung, dass jeder Haushalt seinen Kehricht und Abfälle morgens früh in einem Kasten an der Haustür abstellen sollte, verlagerte sich die Tätigkeit der Lumpensammler auf die Morgenstunden. Dadurch ergab sich eine Spaltung der „Corporation“. „Jedes bessere Haus hat seitdem »seinen Lumpensammler«“, dem gestattet war, den im Hof abgestellten Kehrichtkasten zu durchsuchen. Aus Dankbarkeit achtete er darauf, dass der Kasten beim Leeren nicht verschwand. Diese Lumpensammler hießen „placiers“, solche, die sich beim Sammeln auf der Straße mit einem Sack behelfen mussten, „saques“. Diebe und Spitzbuben gab es nur selten unter den Lumpensammlern, dafür war ihre Arbeit zu mühsam. Sehr streng hielten alle auf standesgemäße Ehre und Ehrlichkeit, keiner pfuschte dem anderen ins Handwerk, keiner suchte sich in ein Haus einzuschleichen, das bereits einen ständigen Lumpensammler hat, niemand setzte seinen Stöberhaken an einem Kehrichthaufen ein, auf dem schon ein anderer „arbeitete“.

### Details zur Alltagspraxis

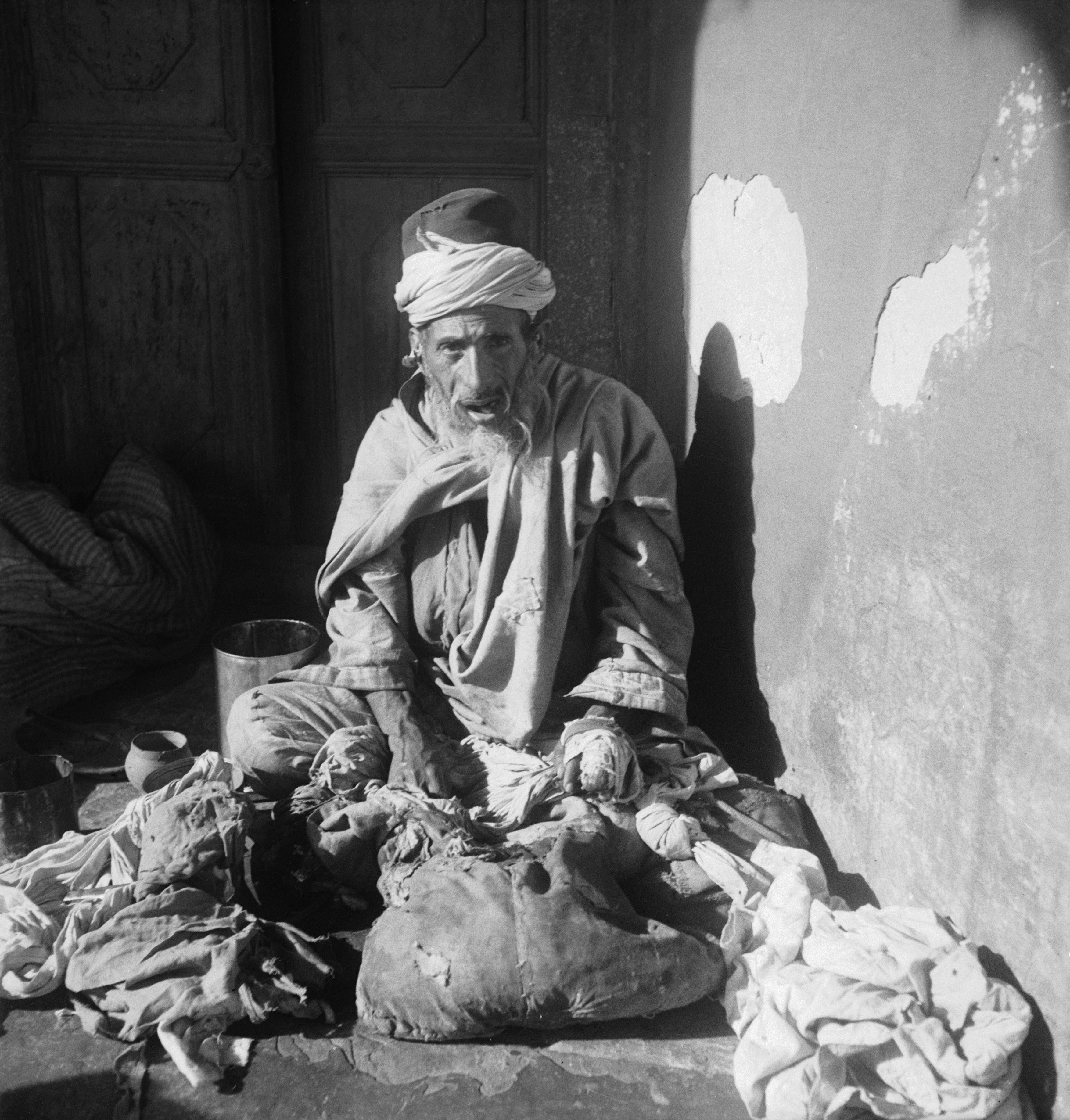
Lumpenhändler in Indien (1944)

Die mit regional differierenden Bezeichnungen (in Westdeutschland etwa Klüngel(s)kerl, Klüngelspit oder einfach Pitter), in der Schweiz auch Güselsammler (heute abwertend, da Güsel = Abfall, der Ursprung dürfte jedoch von Kessel stammen → Kesselflicker) belegten Schrottsammler fuhren mit Pferdekarren oder Handwagen, später mit Autos in der Form der Pritschenwagen die Straßen ab und forderten zur Abgabe vor allem von Metallschrott jeder Art auf. Ihr Ruf „Lumpen, Alteisen, Papier“ belegt, dass das Sammelrepertoire grundsätzlich darüber hinausging. Dieser Ruf, begleitet durch ein Handglockengeläut oder auch eine kurze Melodie auf einer Blechflöte während der Fahrt wirkten auf die Präsenz im Stadtviertel. Kinder begleiteten dann die Blechflötenmelodie durch ein Spottlied („Lumpen, Eisen, Knochen und Papier – ausgefallne Zähne sammeln wir“). Während des Nationalsozialismus ist, spätestens für das Jahr 1937, eine Abwandlung des Textes (als Sammellied) mit politischem Inhalt belegt:
Lumpen, Eisen, Silber und Papier,

ausgeschlagne Zähne sammeln wir.

Onkel Hermann braucht den Kram

für den Vierjahresplan.

## Kunst
Der Lumpensammler hat von jeher auf Dichter, Romanschreiber und Maler einen besonderen Reiz ausgeübt. In der Beschreibung der Pariser Lumpensammler hieß es verallgemeinernd:

„Es ist ein ‚Wilder‘ in unserer durch Standesregister, Schul- und Wehrzwang, Staats-Bureaukratie, Polizei, Gesetz und Gewalt in regelmäßige Formen eingezwängten, gedrillten, über einen Kamm geschorenen Gesellschaft. Der Lumpensammler ist der Trapper der großen Städte. Diese sind für ihn eine große, feindliche Wildnis, in der er auf Beute ausgeht. Er verachtet Eigenthum und Besitz. Deshalb begnügt er sich mit dem, was als herrenloses Gut auf die Gasse geworfen wird.
So erzählt man von früheren Präfekten, Generalen, höheren Offizieren und Beamten, die als Lumpensammler gestorben sind. Unter den Tausenden von Lumpensammlern gibt es ja, wie in jedem anderen Stande, sicher eine Anzahl, welche eine sehr bewegt wechselvolle Vergangenheit hinter sich hat. Das Uebrige thut dann die Einbildungskraft der Romanschreiber.“

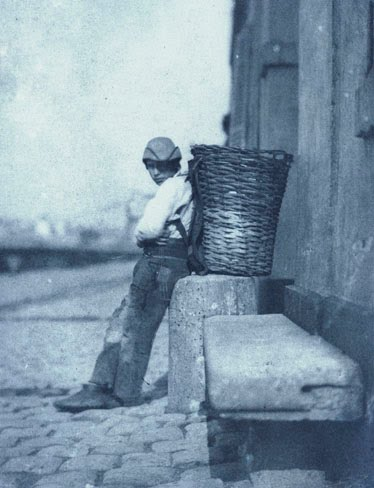
Lumpensammler (Charles Negre, 1851)
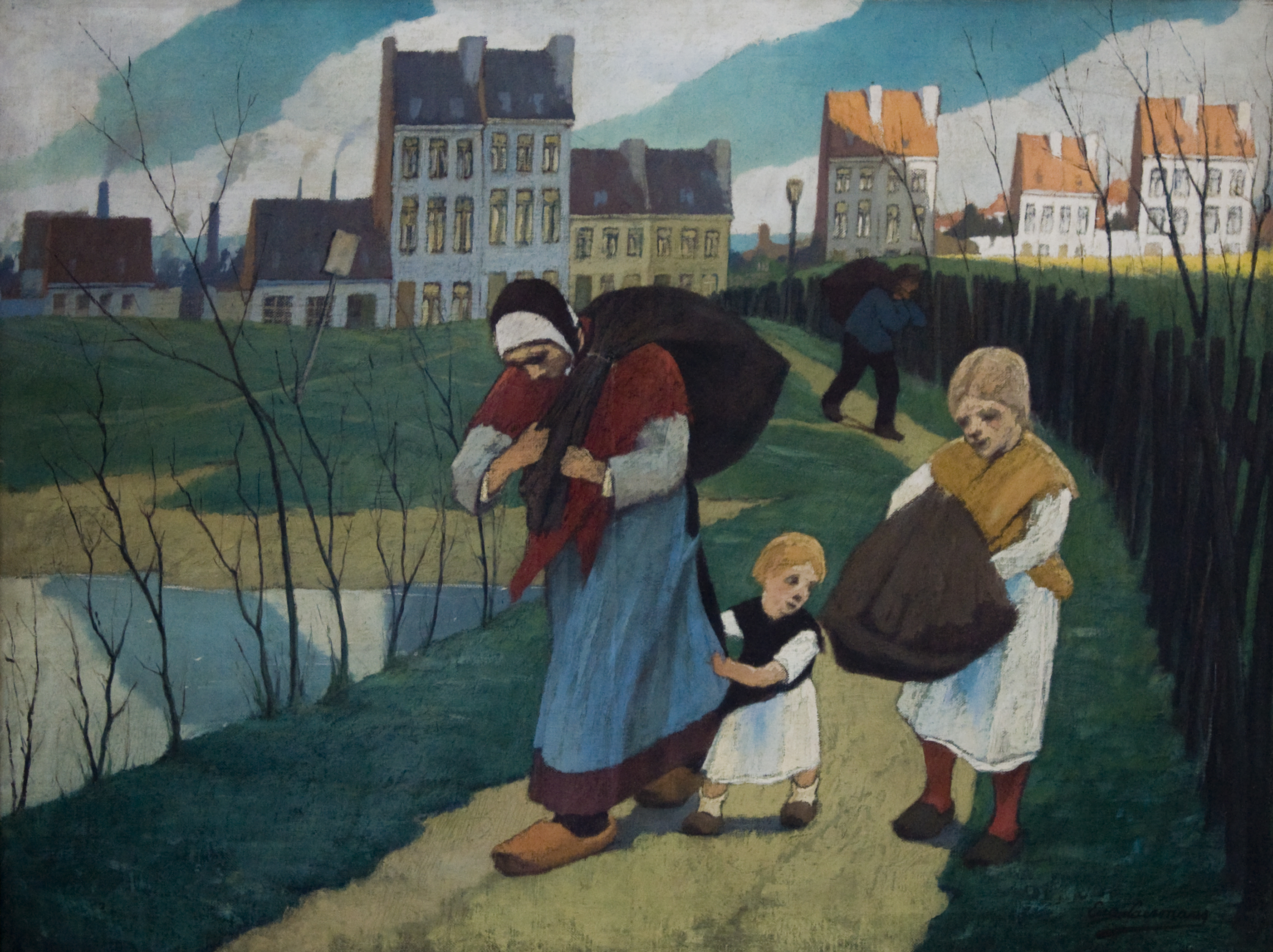
Die Lumpensammler (Eugène Laermans, 1914)
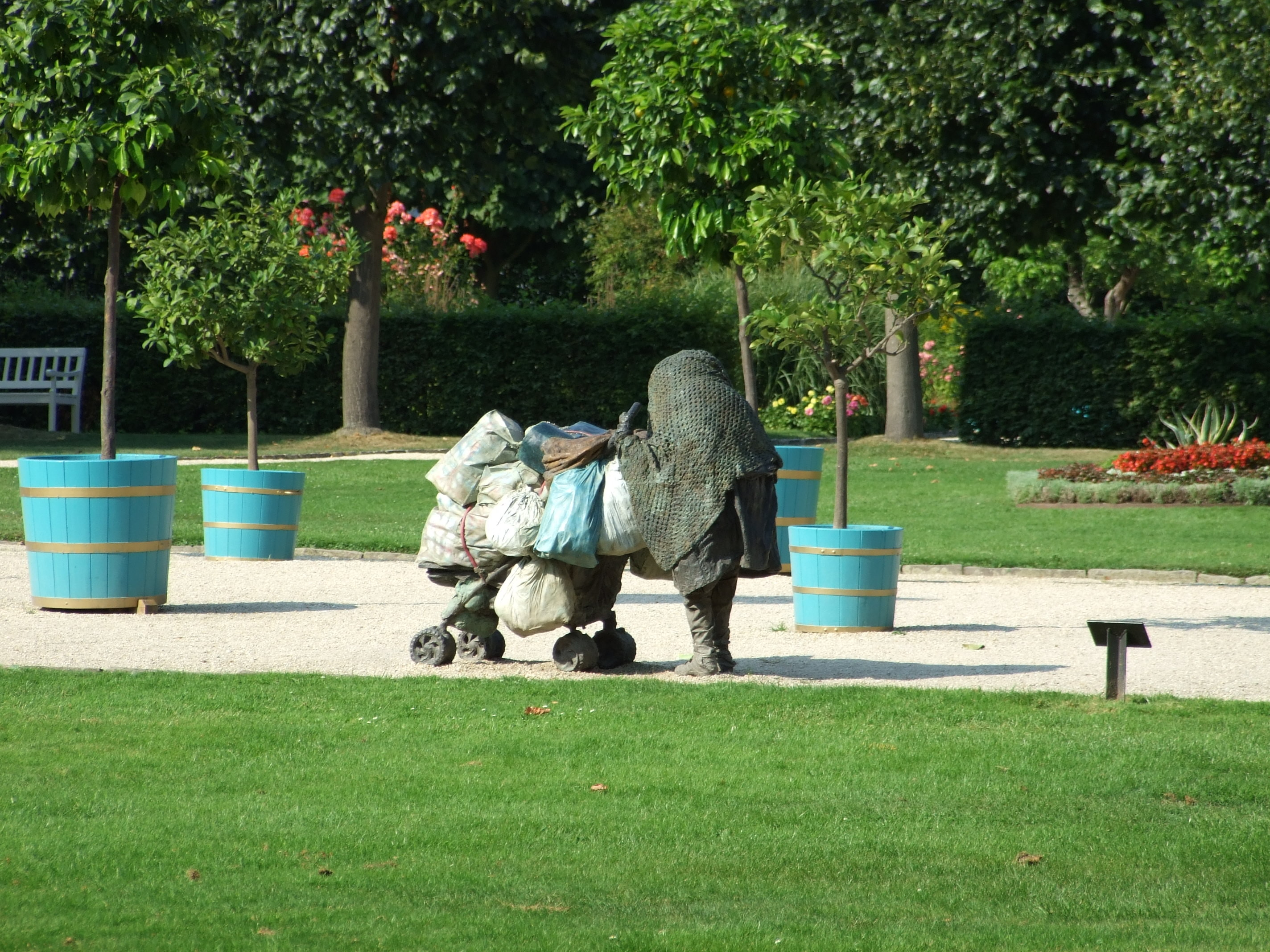
Rag and Bone With Bags (Lumpensammler) von Laura Ford bei „blickachsen 7“, Schlossgarten von Bad Homburg (2009)
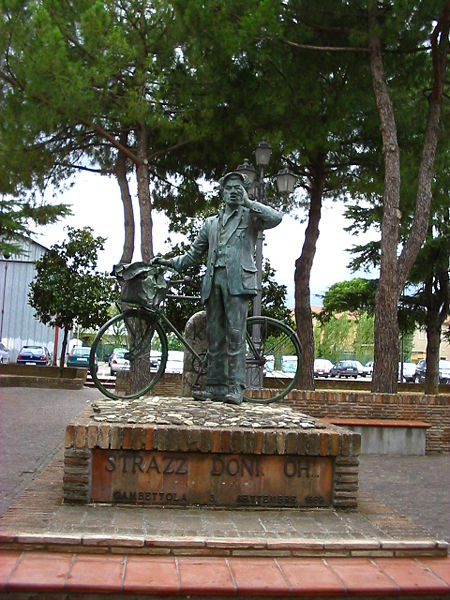
Lumpensammler („Straccivendolo“) im Zentrum von Gambettola, Italien